# Rhizophora stylosa
Rhizophora stylosa är en tvåhjärtbladig växtart som beskrevs av Griffith. Rhizophora stylosa ingår i släktet Rhizophora, och familjen Rhizophoraceae. Inga underarter finns listade i Catalogue of Life.